# بلبل سبز
بلبل‌های سبز (به انگلیسی: Greenbul) گروهی از پرندگان از تیرهٔ بلبلان هستند که فقط در آفریقا یافت می‌شوند. همه آنها عمدتاً از بالا به رنگ سبز زیتونی کدر و از پایین کمرنگ‌تر هستند و ویژگی‌های متمایز کمی دارند.
«پرنده‌های سبز ناجور» از سردهٔ Bernieria و بلبل‌های سبز (Xanthomixis) در واقع سسک‌های ماداگاسکاری هستند. برای تشخیص این موضوع، به جای بلبل سبز، به آنها برنیریا و تتراکا نیز گفته می‌شود. به همین ترتیب، بلبل زرین یک بلبل معمولی نیست، اما ظاهراً نماینده یک دودمان متمایز و باستانی از بلبل‌ها است که ممکن است شامل بلبل یقه‌سیاه نیز باشد. چند گونه در برخی از سرده‌های این گروه، بلبل‌های قهوه‌ای یا برگ‌دوست نامیده می‌شوند.